# Lista de deputados estaduais do Ceará para 30.ª legislatura
Esta é a lista de deputados estaduais do Ceará para a legislatura 2019–2023.

## Composição das bancadas
| Partido       | Líder                       | Bancada | Posição  |
| ------------- | --------------------------- | ------- | -------- |
| PDT           | Sérgio Aguiar               | 14 / 46 | Governo  |
| PP            | Fernando Hugo               | 4 / 46  | Governo  |
| PT            | Moisés Braz                 | 4 / 46  | Governo  |
| MDB           | Danniel Oliveira            | 4 / 46  | Governo  |
| PSD           | Érika Amorim                | 2 / 46  | Governo  |
| PL            | Doutora Silvana             | 3 / 46  | Governo  |
| PCdoB         | Augusta Brito               | 2 / 46  | Governo  |
| Solidariedade | Heitor Férrer               | 2 / 46  | Governo  |
| PROS          | Soldado Noélio              | 2 / 46  | Oposição |
| PSDB          | Fernanda Pessoa             | 2 / 46  | Oposição |
| PSB           | Audic Mota                  | 2 / 46  | Governo  |
| Republicanos  | David Durand                | 1 / 46  | Governo  |
| PTB           | Delegado Cavalcante         | 1 / 46  | Oposição |
| PSOL          | Renato Roseno               | 1 / 46  | Governo  |
| DEM           | João Jaime                  | 1 / 46  | Governo  |
| Cidadania     | Júlio César Filho (Julinho) | 1 / 46  | Governo  |

## Deputados Estaduais
| Nome                        | Partido       | Coligação                                                  | Votos nominais | Notas                                          | Ref   |
| --------------------------- | ------------- | ---------------------------------------------------------- | -------------- | ---------------------------------------------- | ----- |
| André Fernandes             | PL            | DC - PSL                                                   | 109.742        | Eleito pelo PSL.                               | [ 1 ] |
| Queiroz Filho               | PDT           | PP - PDT - PR - DEM - PRP                                  | 103.943        |                                                | [ 1 ] |
| Sérgio Aguiar               | PDT           | PP - PDT - PR - DEM - PRP                                  | 100.925        |                                                | [ 1 ] |
| Fernando Santana            | PT            | PT - PV - PSB                                              | 95.665         |                                                | [ 1 ] |
| Salmito                     | PDT           | PP - PDT - PR - DEM - PRP                                  | 91.293         |                                                | [ 1 ] |
| Romeu Aldigueri             | PDT           | PP - PDT - PR - DEM - PRP                                  | 89.060         |                                                | [ 1 ] |
| Érika Amorim                | PSD           | MDB - PHS - AVANTE- SOLIDARIEDADE - PSD - PSC - PODE - PRB | 86.320         |                                                | [ 1 ] |
| Moisés Braz                 | PT            | PT - PV - PSB                                              | 83.489         |                                                | [ 1 ] |
| Evandro Leitão              | PDT           | PP - PDT - PR - DEM - PRP                                  | 83.486         |                                                | [ 1 ] |
| Guilherme Landim            | PDT           | PP - PDT - PR - DEM - PRP                                  | 83.215         |                                                | [ 1 ] |
| Doutor Bruno Gonçalves      | PL            | PATRI                                                      | 82.515         | Eleito pelo PATRI.                             | [ 1 ] |
| Danniel Oliveira            | MDB           | MDB - PHS - AVANTE- SOLIDARIEDADE - PSD - PSC - PODE - PRB | 81.395         |                                                | [ 1 ] |
| Zezinho Albuquerque         | PDT           | PP - PDT - PR - DEM - PRP                                  | 79.489         |                                                | [ 1 ] |
| Renato Roseno               | PSOL          | PSOL                                                       | 74.174         |                                                | [ 1 ] |
| Doutor José Sarto           | PDT           | PP - PDT - PR - DEM - PRP                                  | 68.937         |                                                | [ 1 ] |
| Elmano de Freitas           | PT            | PT - PV - PSB                                              | 68.594         |                                                | [ 1 ] |
| Augusta Brito               | PCdoB         | PC do B - PTB                                              | 67.251         |                                                | [ 1 ] |
| Marcos Sobreira             | PDT           | PP - PDT - PR - DEM - PRP                                  | 67.012         |                                                | [ 1 ] |
| Aderlânia Noronha           | Solidariedade | MDB - PHS - AVANTE- SOLIDARIEDADE - PSD - PSC - PODE - PRB | 66.053         | O partido parou de usar sigla, antes usava SD. | [ 1 ] |
| Leonardo Araújo             | MDB           | MDB - PHS - AVANTE- SOLIDARIEDADE - PSD - PSC - PODE - PRB | 64.781         |                                                | [ 1 ] |
| Vitor Valim                 | PROS          | PROS                                                       | 63.642         |                                                | [ 1 ] |
| Agenor Neto                 | MDB           | MDB - PHS - AVANTE- SOLIDARIEDADE - PSD - PSC - PODE - PRB | 61.543         |                                                | [ 1 ] |
| Doutora Silvana             | PL            | PP - PDT - PR - DEM - PRP                                  | 61.244         | O partido mudou de nome, antes se chamava PR.  | [ 1 ] |
| Patrícia Aguiar             | PSD           | MDB - PHS - AVANTE- SOLIDARIEDADE - PSD - PSC - PODE - PRB | 60.270         |                                                | [ 1 ] |
| Fernanda Pessoa             | PSDB          | PSDB                                                       | 58.275         |                                                | [ 1 ] |
| João Jaime                  | DEM           | PP - PDT - PR - DEM - PRP                                  | 56.661         |                                                | [ 1 ] |
| Heitor Férrer               | Solidariedade | MDB - PHS - AVANTE- SOLIDARIEDADE - PSD - PSC - PODE - PRB | 54.532         | O partido parou de usar sigla, antes usava SD. | [ 1 ] |
| Osmar Baquit                | PDT           | PP - PDT - PR - DEM - PRP                                  | 53.114         |                                                | [ 1 ] |
| Tin Gomes                   | PDT           | PP - PDT - PR - DEM - PRP                                  | 53.050         |                                                | [ 1 ] |
| Jeová Mota                  | PDT           | PP - PDT - PR - DEM - PRP                                  | 52.299         |                                                | [ 1 ] |
| Nezinho Farias              | PDT           | PP - PDT - PR - DEM - PRP                                  | 49.482         |                                                | [ 1 ] |
| Antônio Granja              | PDT           | PP - PDT - PR - DEM - PRP                                  | 49.148         |                                                | [ 1 ] |
| Fernando Hugo               | PP            | PP - PDT - PR - DEM - PRP                                  | 49.111         |                                                | [ 1 ] |
| Audic Mota                  | PSB           | PT - PV - PSB                                              | 49.056         |                                                | [ 1 ] |
| Bruno Pedrosa               | PP            | PP - PDT - PR - DEM - PRP                                  | 48.927         |                                                | [ 1 ] |
| Leonardo Pinheiro           | PP            | PP - PDT - PR - DEM - PRP                                  | 48.713         |                                                | [ 1 ] |
| David Durand                | Republicanos  | MDB - PHS - AVANTE- SOLIDARIEDADE - PSD - PSC - PODE - PRB | 45.795         | O partido mudou de nome, antes se chamava PRB. | [ 1 ] |
| Nelinho                     | PSDB          | PSDB                                                       | 42.779         |                                                | [ 1 ] |
| Doutor Carlos Felipe        | PCdoB         | PC do B - PTB                                              | 35.898         |                                                | [ 1 ] |
| Walter Cavalcante           | MDB           | MDB - PHS - AVANTE- SOLIDARIEDADE - PSD - PSC - PODE - PRB | 33.160         |                                                | [ 1 ] |
| Apóstolo Luiz Henrique      | PP            | PP - PDT - PR - DEM - PRP                                  | 31.130         |                                                | [ 1 ] |
| Acrisio Sena                | PT            | PT - PV - PSB                                              | 27.842         |                                                | [ 1 ] |
| Delegado Cavalcante         | PTB           | DC - PSL                                                   | 27.112         | Eleito pelo PSL.                               | [ 1 ] |
| Júlio César Filho (Julinho) | Cidadania     | PPS - PRTB - PPL                                           | 25.769         | O partido mudou de nome, antes se chamava PPS. | [ 1 ] |
| Nizo Costa                  | PSB           | PATRI                                                      | 24.759         | Eleito pelo PATRI.                             | [ 1 ] |
| Soldado Noélio              | PROS          | PROS                                                       | 24.591         |                                                | [ 1 ] |